# Ла-Шапель-Сен-Кийен
Ла-Шапе́ль-Сен-Кийе́н (фр. La Chapelle-Saint-Quillain) — коммуна во Франции, находится в регионе Франш-Конте. Департамент — Верхняя Сона. Входит в состав кантона Жи. Округ коммуны — Везуль.
Код INSEE коммуны — 70129.

## География
Коммуна расположена приблизительно в 300 км к юго-востоку от Парижа, в 31 км северо-западнее Безансона, в 31 км к юго-западу от Везуля.
По территории коммуны протекает река Морт.

## Население
Население коммуны на 2010 год составляло 136 человек.
| 1962 | 1968 | 1975 | 1982 | 1990 | 1999 | 2010 |
| ---- | ---- | ---- | ---- | ---- | ---- | ---- |
| 135  | 132  | 120  | 113  | 95   | 96   | 136  |

## Экономика
В 2010 году среди 95 человек трудоспособного возраста (15—64 лет) 68 были экономически активными, 27 — неактивными (показатель активности — 71,6 %, в 1999 году было 75,0 %). Из 68 активных жителей работали 63 человека (32 мужчины и 31 женщина), безработными было 5 (4 мужчины и 1 женщина). Среди 27 неактивных 6 человек были учениками или студентами, 15 — пенсионерами, 6 были неактивными по другим причинам.